# Йедлинит
Йедлини́т (англ. Yedlinite) — редкий минерал, галогенид свинца. Назван в честь минералога-коллекционера Лео Нила Йедлина.

## Свойства
Йедлинит — минерал с жирным, близким к стеклянному блеском. Имеет твердость по шкале Мооса 2,5. Встречается в виде призматических кристаллов длиной до 1 мм. Йедлинит был впервые описан в 1967 году Нилом Йедлином, а утвержден IMA в 1974 году.

## Название на других языках
- нем. Yedlinit;
- исп. Yedlinita;
- англ. Yedlinite.